# Carlos María de la Torre
Carlos María Javier de la Torre (14 november 1873 – 31 juli 1968) was een Ecuadoraans aartsbisschop en kardinaal.

## Biografie
De la Torre werd geboren in Quito in 1873. In 1896 werd hij tot priester gewijd. In 1911 werd hij geïnstalleerd als bisschop door paus Pius X. In 1953 volgde zijn installatie tot kardinaal door Pius XII. Hij was tussen 1933 en 1967 aartsbisschop van Quito. In 1946 werd de la Torre Bisschop-assistent bij de pauselijke troon.
De la Torre nam deel aan het conclaaf van 1958. In 1963 was zijn gezondheid dermate verslechterd dat hij niet kon afreizen naar Rome voor het conclaaf van 1963. 
Met het overlijden van Francesco Morano in 1968 werd hij de oudst nog levende kardinaal. Hij overleed drie weken later op 94-jarige leeftijd.
- International Standard Name Identifier: 0000 0000 6149 499X
- Library of Congress Control Number: no2006086538
- Système universitaire de documentation: 14384539X
- Virtual International Authority File: 73612860
- WorldCat: E39PBJd3QtFJcdM8DDw4q4Cfbd